# Нојштат на Орли
Нојштат на Орли (њем. Neustadt an der Orla) град је у њемачкој савезној држави Тирингија. Једно је од 76 општинских средишта округа Зале-Орла. Према процјени из 2010. у граду је живјело 8.514 становника. Посједује регионалну шифру (AGS) 16075073.

## Географски и демографски подаци
Нојштат на Орли се налази у савезној држави Тирингија у округу Зале-Орла. Град се налази на надморској висини од 300 метара. Површина општине износи 31,0 km². У самом граду је, према процјени из 2010. године, живјело 8.514 становника. Просјечна густина становништва износи 275 становника/km².

## Међународна сарадња
| Мјесто        | Држава    | Врста сарадње | Од    |
| ------------- | --------- | ------------- | ----- |
| Намир         | Белгија   | партнерство   | 1996. |
|               | Француска | пријатељство  | 2000. |
| Остдиојнкерке | Белгија   | пријатељство  | 2000. |
| Извор         |           |               |       |